# Tumidotheres
Tumidotheres is een geslacht van kreeftachtigen uit de klasse van de Malacostraca (hogere kreeftachtigen).

## Soorten
- Tumidotheres maculatus (Say, 1818)
- Tumidotheres margarita (Smith, in Verrill, 1869)